# Volba císaře 1575
Volba císaře roku 1575 byla volba císaře Svaté říše římské, která se konala 27. října v Řezně.

## Pozadí
Císař Svaté říše římské Maxmilián II. svolal volbu svého nástupce. Sám měl jeden hlas jako král český. Zbylí kurfiřti svolaní do Řezna byli:
- Daniel Brendel von Homburg, mohučský kurfiřt
- Jakob von Eltz-Rübenach, trevírský kurfiřt
- Salentin IX. z Isenburgu-Grenzau, kolínský kurfiřt
- Fridrich III., falcký kurfiřt
- August, saský kurfiřt
- Jan Jiří, braniborský kurfiřt

## Zvolení
Maxmiliánův nejstarší syn Rudolf II. byl zvolen římským králem.

## Následky
Rudolf nastoupil na trůn po smrti svého otce dne 12. října 1576.